# Więzadło tylne głowy strzałki

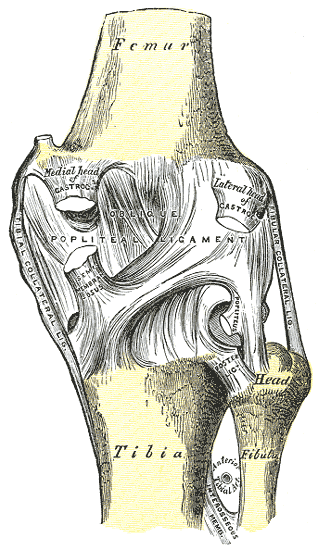
Prawy staw kolanowy widziany od tyłu. Więzadło tylne głowy strzałki (poster. lig) znajduje się w centrum grafiki po stronie prawej.

Więzadło tylne głowy strzałki (łac. ligamentum capitis fibulae posterius) – jedno z więzadeł stawu piszczelowo-strzałkowego górnego.

## Przebieg
Więzadło składa się z pojedynczego, cienkiego, szerokiego pasma, biegnącego skośnie pomiędzy tylną powierzchnią głowy strzałki a tylną powierzchnią kłykcia bocznego kości piszczelowej. Jest przykryte ścięgnem mięśnia podkolanowego.